# M.J. Hans Taihuttu
M.J. Hans Taihuttu (1909 - data de morte desconhecida) foi um futebolista indonésio. 

## Carreira
M.J. Hans Taihuttu fez parte do elenco da histórica Seleção das Índias Orientais Holandesas que disputou a Copa do Mundo de 1938.

## Ligações Externas
- Perfil em Fifa.com (em inglês)